# 大规模比较法
大规模比较法是约瑟·哈罗德·格林伯格开发的用于确定语言间语系关系水平的方法。该方法遭多数语言学家拒绝(Campbell 2001):45。
格林伯格命名的部分语系现已广受認可，尽管已有其他人提出来了（如亚非语系、尼日尔－刚果语系）。还有一些得到许多人接受，但一些著名专家不承认（如尼罗－撒哈拉语系）还有一些被多数人拒绝，仅有少数辩护者（如欧亚语系），还有一些普遍無人承认（如科伊桑语系、阿美林德语系）。

## 方法论
大规模比较法的理论基础是，若一组语言在词汇（包括代词）和语素方面有许多相似处，形成该组语言共同的连锁模式时，它们就应当有发生学关系。与比较法不同的是，大规模比较法不要求被比较的语言间有任何规律、系统性对应关系，所需的仅是对相似性的一种印象。格林伯格没有为证明这样得到的关系需要多少、多么相似设定任何标准。
大规模比较通过比较多種语言的基础词表来比较相似度，其中还可包括常见语素。Greenberg (1957):41以下表为例说明这种方法，用了九种语言中六个基本词形式，用字母标籖。
|    | A   | B   | C   | D   | E   | F   | G   | H   | I   |
| -- | --- | --- | --- | --- | --- | --- | --- | --- | --- |
| 头 | kar | kar | se  | kal | tu  | tu  | to  | fi  | pi  |
| 目 | min | ku  | min | miŋ | min | aš  | min | idi | iri |
| 鼻 | tor | tör | ni  | tol | was | waš | was | ik  | am  |
| 1  | mit | kan | kan | kaŋ | ha  | kan | kεn | he  | čak |
| 2  | ni  | ta  | ne  | kil | ne  | ni  | ne  | gum | gun |
| 血 | kur | sem | sem | šam | i   | sem | sem | fik | pix |

据格林伯格的说法，对于关系相当密切的语言，不需任何历史语言学经验就可确定基本关系，尽管通过语言类型学获得的音变知识能让人走得更快。例如，p>f常见，但f>p相对而言罕见，促使人们假设fi:pi、fik:pix为同源词，能追溯回共同的祖源*pi、*pik/x。相似地，k>x常见，x>k则罕见，这样一来选出来的就是*pik而不是*pix。因此，据格林伯格(2005:318)，这种语音方面的考虑从一开始就能发挥作用，尽管大规模比较法并不试图构拟祖语，那属于晚期研究阶段。实际的大规模比较法用的表涉及的元素和语言数量要多得多，项目可以是词汇，如“手”“天”“去”，也可以是形态，如复数、阳性等(Ruhlen 1987):120。对格林伯格来说，大规模比较法取得的结果已近乎确凿(Greenberg 1957):39：“基础词、语法内容项目相似性的存在，特别是一些语言中反复出现的情况下，是遗传关系的肯定迹象。”

## 与比较法的关系
作为识别语言间语系关系的工具，大规模比较法是比较法的一个替代方法。格林伯格等大规模比较法的支持者声称比较法对于识别语系关系而言是不必要的；此外，他们还说只有在使用大规模比较法确定了关系之后才能用比较法，使大规模比较成为确定关系的“第一步”(1957:44)。这与主流比较语言学形成鲜明对比，后者用比较法辅助确定语系关系；具体来说，它涉及到对多种语言数据的比较。如果发现了反复出现的音素对应关系，那这些语言就很可能是有关系的；如果进一步研究证实了这种潜在的关系，那就可以用整理过的对应关系来构拟祖语了。
格林伯格并没有完全否定比较法，他说“只要我们有了一个完善的语料库，我就会像其他人一样去比较和重建，这在我各种历史语言学文章中可以看到”(1990, 引于Ruhlen 1994:285)，并指责主流语言学家散布“一种奇怪的、广泛传播的观念，即我试图用自己一种新的、奇怪的发明来取代比较法”(2002:2)。在他职业生涯的早期，大规模比较法的理论成熟之前，他甚至说他的方法“与传统比较法没有任何冲突”(1957:44)。然而，格林伯格认为比较法在确定语系关系方面没有发挥任何作用，与传统的语言比较法相比，其重要性大大降低了。实际上，他的大规模比较法以“他自己的新奇发明”将比较法搁置一边。
方法论上的经验主义还反映在他的语言类型学著作上，他认为事实比解释更有分量(1957:45)：
原有声音系统的重建负责解释理论，可以解释在其他证据基础上已很稳定的语源。在Bopp的*vaida和Sturtevant的*γwoidxe之间，有着长达百年的印欧语音系构拟发展。而这其中，唯一恒久不变的是梵语veda、希腊语woida、哥特语wita“我知道了”间词义关系的有效性，还有许多其他毋庸置疑的词根和语素在一开始就已得认可。谁又能想象出来，百年之后的印欧学家会从什么材料里推出这些相同的形式呢？

## 批判

### 应用中的错误
Lyle Campbell和亚历山大·沃文等人已经指出了格林伯格所用数据中频繁出现的错误，他们认为这严重破坏了格林伯格大规模比较法的可靠性。Campbell在讨论格林伯格的阿美林德语系假设时说“几乎每个人都发现格林伯格的数据中存在大量不确之处”。例如，安第斯语言专家Willem Adelaar指出，“格林伯格数据里错误形式的数量可能超过了正确形式的数量”。部分数据甚至似乎连语言都归错了。格林伯格还忽视了语言经历的已知的音变；一旦考虑到这些变化，他指出的许多相似处就消失了。数据系统性错误更多：例如，他据过时分类或因名称相似而将不相关的语言归为一类。
格林伯格还任意地将某词的某些部分视为词缀，以使词根与他的数据更一致。他经常在他的数据中如此分析词缀形式，而不去识别实际的语素边界；移去词缀后，这些词往往不再与他的“阿美林德”重建有任何相似之处。格林伯格对这批评回应称：“多边比较非常强大，即使是最差的数据，也会得到可靠的结果。不正确的材料应只有随机的效果，不会对结果产生本质上的影响。”这理由很难说服批评者。

### 借用
对大规模比较的突出批评是，它不分借词和本土词，而比较法能通过音素对应规律来区分。格林伯格数据中确实有很多没被识别出来的借词，例如他列出了乌瓦语baxita“砍刀”的同源词，但实际上它是从西班牙语machete借来的。Greenberg (1957):39承认在使用大规模比较法时，“特殊情况下，借用的问题可能是值得考虑的”，但声称与文化词相比，基础词不太可能是借用的，“如果相似性是由借用造成的，它们将倾向于出现在文化词中，并聚集在个别反映接触的文化性质的语义域”。主流语言学家接受了这一前提，但称这仍不足以区分借词和本土词。
据他所说，任何类型的语言特征都可能被“偶尔”借用，但“基础词一定不会被大规模借用”。然而，语言确实能借用大量基础词。例如，用Campbell的话说，芬兰语“从其邻居波罗的语族和日耳曼语族那里借来了各种基础亲属词和身体部位词，如‘母’‘女儿’‘姐妹’‘齿’‘脐’‘脖’‘股’‘毛’等等。”格林伯格转移阵地，继续坚称：“派生、屈折、代词及形态交替是最难被借用的”。然而大规模比较时，形态、代词与其他词相比，是边缘性、数量很少的。格林伯格自己却也承认它们在他数据中的边缘化，又说它们“并不是真正必要的”。此外，他举的相关关系在被比较语言中既无排他性也无普遍性。他正确地指出，代词、形态的借用罕见，但若不采用比大规模比较更复杂的方法，就不能排除这种情况。
格林伯格解释道：“当前的语音对应也不足以测出借词”，因为“在有大量借词的情况下，它们往往也能显示出这种对应关系”。(Greenberg 1957):39-40格林伯格误解了主流比较语言学的做法：很少有语言学家主张用音素对应排除所有其他证据。这种额外的证据往往有助于区分借用和继承的词汇，例如，Campbell提到“某些类型的语法证据（不能用借用、巧合、语言类型学和语言普遍性来解释的证据）可以成为重要的证据，与声音对应的问题无关”。借词和本土词也许不总能分开，但任何方法都有其局限性；绝大多数情况下，比较法可以看出其中的区别。

### 偶然相似性
从跨语言的角度来看，不相关的词项之间的偶然相似是很常见的，这是因为世界上的语言中存在着大量的词位；例如，英语much和西班牙语mucho看着相似，但明显无关。这意味着，通过大规模比较发现的许多相似处很可能都是巧合。被比较语言中只有一小部分实际显示了任何给定词项的匹配时，格林伯格就能有效地从大量语言中挑出看起来相似的词项，再通过构拟祖语使问题变得更严重。尽管代词和形态不易被借用，但它们也通常显示一种语言音位的子集，使跨语言的偶然相似变得更有可能。
格林伯格在比较词汇时还允许有很大的语义自由度。虽然比较语言学确实允许一定的语义自由度，但他允许的程度却大得惊人，例如，他的一个比较涉及“夜”“排泄物”“草”等词。这样比较的精度实在打消不了读者的疑虑。

#### 拟声词
大规模比较法的支持者常忘了排除那些通常被认为对证明语言关系不可靠的词类。例如，格林伯格没有将拟声词排除。拟声词常常被排除在语言学比较之外，因为听起来相似的拟声词很容易平行演变。尽管不可能对一个词是否是拟声词做出明确的判断，但某些语义场，如“吹”“吮”等，显示出跨语言的拟声倾向；做出这样的判断可能需要深入分析，再应用大规模比较法是很困难的。格林伯格还忘了排除受语音象征影响的词，而语音象征常能扭曲原始词形。最后，诸如爸爸与妈妈等“幼儿词”在语言比较中也缺乏价值，因为一般认为它们是婴儿刚开始语言习得时发出的声音。大规模比较法的倡导者往往不能充分排除幼儿词。Merritt Ruhlen甚至试图淡化在语言比较中这些词的固有问题。许多美洲原住民语言的代词都以鼻音开头，格林伯格认为这是共同祖先的证据，但最终其实也可能与早期语言习得有关；阿尔冈昆语族专家Ives Goddard指出，“相当于用来发出n声的姿势是哺乳期婴儿最重要的自愿肌肉活动”。

## 有争议的比较法的遗留问题
有关大规模比较法的争议也可以看作是比较法遗留问题的争议，比较法是19世纪主要由丹麦、德国语言学家在印欧语系研究中发展起来的。

### 格林伯格诋毁者的主张
自19世纪比较语言学建立以来，一个声称两种语言有关系的语言学家，无论是否有历史证据为支持，都要通过描述其词汇、形态和语法间差异的一般规则来支持这一主张。该程序在比较法（语言学）一文中有详细描述。
例如，我们可以通过展示前者许多词可以通过一套相对较小的规则映射到后者的相应词，来证明西班牙语与意大利语的关系—如首字母es-和s-的对应关系，尾字母-os和-i的对应关系，等等。两种语言的语法间也有许多类似的对应。由于这些系统性的对应关系极不可能是随机的巧合，到目前为止，最可能的解释便是，这两种语言是由一个单一的祖先语言（此处指拉丁语）演变而来的。
所有今天獲广泛認同的史前语系都是这样建立的，如印欧语系、乌拉尔语系、阿尔冈昆语族和班图语支。

### 格林伯格辩护者的回应
比较法的演化过程比格林伯格诋毁者所认为的更加渐进，它有三个决定性的时刻。第一个是拉斯穆斯·拉斯克在1818年观察到日耳曼语辅音中可能有规则的对应关系；第二个是雅各布·格林在1822年将这一观察扩展为一般原则（格林定律）；第三个是卡尔·维尔纳在1875年解决了规则之外的不规则性（维尔纳定律）。直到1861年，奥古斯特·施莱谢尔才首次提出了印欧语原形词根的系统构拟(Lehmann 1993:26)。但就连他也认为这些重构是极其试探性的（1874:8），他从未宣称这些研究证明了印欧语系的存在，他当做既定事实接受了以前的研究--主要是印欧语研究方面的伟大前辈弗兰茨·博普的研究。
卡尔·布鲁格曼后来接替施莱歇尔成为印欧语的主要权威，与19世纪末其他新语法学派学者一起，将他们的工作提炼成著名的“音变无例外”原则(Brugmann 1878)。
然而，新语法学派没有把有规律的音素对应或比较构拟视为证明语言间语系关系的方法。事实上，他们几乎没有对如何分类语言做出任何声明(Greenberg 2005:158)，唯一处理这个问题的是与布鲁格曼共撰《印欧语系比较语法大纲》的贝托尔德·德尔勃吕克(Greenberg 2005:158-159, 288)。据德尔勃吕克(1904:121-122，引于格林伯格 2005:159)，博普曾试图以如下方式证明印欧语的存在：
该证明是通过比较近义词得出的。这些语言中，动词、名词和代词的屈折在本质上是一致的，同样，很多屈折在其词汇部分也保持一致，若假设这出于偶然，实在显得很荒唐。
此外，德尔勃吕克采纳了后来格林伯格阐述的词源先于音律限制的立场(1884:47, 引于 2005:288)：“明显的词源是音律的材料”。
因此，音素对应关系或祖语的构拟对显示语言间关系的作用要到20世纪才被重视起来，且从来都不是新语法学派的立场。早在比较法建立之前，威廉·琼斯 (1786)、弗兰茨·博普(1816)等学者就已经认识到印欧语系的存在了。
此外，印欧语系不是第一个被语言学家们认可的语系。欧洲学者17世纪就已认识到闪米特语族，18世纪认识到了芬–乌戈尔语支，Robert Caldwell (1856)在19世纪中叶认识到了达罗毗荼语系，都远在施莱歇尔比较构拟法确立之前。
最后，今日并非所有得到语言学家普遍接受的语系都是通过比较法建立的。例如，爱斯基摩–阿留申语系早已被接受为一个有效的语系，但“原始爱斯基摩–阿留申语还没被构拟出来”(Bomhard 2008:209)。其他语系在得到承认几十年后才有比较重建，例如亚非语系和汉藏语系。也有因语料稀少无法比较重建，如安纳托利亚语族吕底亚语(Greenberg 2005:161)。相对地，有些语系有着详尽的比较重建，但仍有争议，如阿尔泰语系和诺斯特拉语系。

### 早期方法的延续？
格林伯格声称，他根本上只是延续了简单有效的语言分类方法，这种方法在比较法确立前就已发现了许多语系(1955:1-2, 2005:75)，此后也一直如此，如1917年将赫梯语归入印欧语系(Greenberg 2005:160-161)。这种方法基本上有两个要点：基本词汇相似度；屈折语素相似度。如果说大规模比较法与它有什么明显的不同，那似乎是理论化以前相对临时地应用的方法，以及如下补充。
- 明确倾向于基础词，而不是文化词。
- 明确强调多语言比较，而不是双语言比较。
- 同时比较的语言数量非常多（多达几百种）。
- 引入基于类型学的音变路径。

因此，格林伯格和批评者的立场似乎是截然不同的：
- 依格林伯格，音素对应关系的识别和祖语的重建应来自系统分类。
- 依批评者，系统分类方案产生于识别出的音素对应关系或重建出的祖语。

### 比较法的局限性
在系统性变化之外，语言也会受随机突变的影响（如借词、不规则屈折、复合、缩略等等），这些突变一次只影响一个词，或小的词组。例如，西班牙语perro“狗”并不来自拉丁语，不能被规则映射到其意大利语的对应词cane（这个词在西班牙语内的规则对应是can，来自拉丁语，但日常口语罕用，用在更正式的场合）。随着零星变化积累，它们会渐渐掩盖系统性的变化--就像一张照片上越来越多的污垢和划痕最终会让人认不出这张脸一样
在这一点上，格林伯格和他的批评者达成了一致，就像反对莫斯科学派一样，但他们得出了截然不同的结论：
- 格林伯格的批评者认为，比较法有一个固有的限度，即6千–1万年（取决于具体学者），超过限度，音变的不规则积累就使比较法无法发挥作用。据他们所说，识别规则音素对应关系是建立语系关系的必要条件，他们的结论是，不能确定超过一万年（左右）的语系关系，这超不出已有分类(如Ringe 1992:1)。
- 格林伯格认为，即使反复出现的音变被随机音变所覆盖，或者被类推打断，同源词是仍可识别的，如英语brother(2002:4)，即使经过了剧烈的维尔纳定律的变化，仍非常容易就能看出其和德语Bruder的关系。而拉丁语quattuor(1957:45)也很容易就能看出是原始印欧语*kʷetwor的反映，即使经历了e>a、t>tt这样不合原始印欧语到拉丁语音变规律的例子。(brother的情况下，音变实际上是已知的，只是条件比较复杂，涉及的语言从早期就有大量的文献记载，所以才有可能破译；quattuor的情况下，这些变化确实不规则，这个词的形式只能通过规则音变以外的手段来解释，如类推。）

- 相对地，以诺斯特拉语系假说著称的“莫斯科学派”，对在极深时间深度上规则音变的可追溯性有信心，并认为祖语可在不违反标准比较法时，进一步相互比较，以形成更早的祖语。

## 冲突解决了吗？
格林伯格和他批评者间的冲突显然难分胜负，也有人开始试图彻底解决这个问题。因提出德内－叶尼塞语门收获大量关注的Edward Vajda试图确定一种调和双方意见的比较法。乔治·斯塔罗斯金是莫斯科学派的一员，认为格林伯格的工作提出了有趣的形式集，需要通过比较重建进一步审查，特别是科伊桑语系和阿美林德语系。

## 书目

### 引用
- Baxter, William H. and Alexis Manaster Ramer. 1999. "Beyond lumping and splitting: Probabilistic issues in historical linguistics."
- Bomhard, Allan R. 2008. Reconstructing Proto-Nostratic: Comparative Phonology, Morphology, and Vocabulary, 2 volumes. Leiden: Brill.
- Bopp, Franz. 1816. Über das Conjugationssystem der Sanskritsprache in Vergleichung mit jenem der griechischen, lateinischen, persischen und germanischen Sprache. Frankfurt-am-Main: Andreäischen Buchhandlung.
- Brugmann, Karl. 1878. Preface to the first issue of Morphologische Untersuchungen auf dem Gebiete der indogermanischen Sprachen. Leipzig: S. Hirzel. (The preface is signed Hermann Osthoff and Karl Brugmann but was written by Brugmann alone.)
- Brugmann, Karl and Berthold Delbrück. 1886-1893. Grundriß der vergleichenden Grammatik der indogermanischen Sprachen, 5 volumes (some multi-part, for a total of 8 volumes). Strassburg: Trübner.
- Caldwell, Robert. 1856. A Comparative Grammar of the Dravidian or South-Indian Family of Languages.  London: Harrison.
- Campbell, Lyle. . Blake, Barry J.; Burridge, Kate; Taylor, Jo.  (编). . 15th International Conference on Historical Linguistics, Melbourne, 13–17 August 2001. 2001.
- Campbell, Lyle.  2d. Cambridge, Massachusetts: MIT Press. 2004.
- Delbrück, Berthold. 1884. Einleitung in das Sprachstudium, 2d edition. Leipzig: Breitkopf und Härtel.
- Delbrück, Berthold. 1904. Einleitung in das Studium der indogermanischer Sprachen, 4th and renamed edition of Einleitung in das Sprachstudium, 1880. Leipzig: Breitkopf und Härtel.
- Georg, Stefan; Vovin, Alexander. . Diachronica. 2003, 20 (20:2): 331–362. doi:10.1075/dia.20.2.06geo.
- Greenberg, Joseph H. . New Haven: Compass Publishing Company. 1955. (Photo-offset reprint of eight articles published in the Southwestern Journal of Anthropology from 1949 to 1954, with minor corrections.)
- Greenberg, Joseph H. . Chicago: University of Chicago Press. 1957.
- Greenberg, Joseph H. 1960. "The general classification of Central and South American languages." In Selected Papers of the Fifth International Congress of Anthropological and Ethnological Sciences, 1956, edited by Anthony F.C. Wallace, 791-94. Philadelphia|publisher=University of Pennsylvania Press. (Reprinted in Greenberg 2005, 59-64.)
- Greenberg, Joseph H. . Bloomington: Indiana University Press. 1963. (Heavily revised version of Greenberg 1955.)(From the same publisher: second, revised edition, 1966; third edition, 1970. All three editions simultaneously published at The Hague by Mouton & Co.)
- Greenberg, Joseph H. 1971. "The Indo-Pacific hypothesis." Current Trends in Linguistics, Volume 8: Linguistics in Oceania, edited by Thomas F. Sebeok, 807-871. The Hague: Mouton. (Reprinted in Greenberg 2005.)
- Greenberg, Joseph H. . Stanford: Stanford University Press. 1987.
- Greenberg, Joseph. .  137 (1). American Philosophical Society: 79–90. 1993. JSTOR 986946.[]
- Greenberg, Joseph H. . 1: Grammar. Stanford University Press. 2000  [2022-02-06]. ISBN 9780804764414. （原始内容存档于2022-02-06）.
- Greenberg, Joseph H. . 2: Lexicon. Stanford University Press. 2002.
- Greenberg, Joseph H. . Oxford University Press. 2005.
- Kessler, Brett. . Stanford, California: CSLI Publications. 2001.
- Laakso, Johanna. 2003. "Linguistic shadow-boxing." （页面存档备份，存于） Review of The Uralic Language Family: Facts, Myths and Statistics by Angela Marcantonio.
- Lehmann, Winfred P. 1993. Theoretical Bases of Indo-European Linguistics. London: Routledge
- Ringe, Donald. 1992. "On calculating the factor of chance in language comparison." American Philosophical Society, Transactions 82.1, 1-110.
- Ringe, Donald. 1993. "A reply to Professor Greenberg." American Philosophical Society, Proceedings 137, 91-109.
- Ringe, Donald A., Jr. 1995. "'Nostratic' and the factor of chance." Diachronica 12.1, 55-74.
- Ringe, Donald A., Jr. 1996. "The mathematics of 'Amerind'." Diachronica 13, 135-54.
- Ruhlen, Merritt. . Stanford: Stanford University Press. 1987.
- Ruhlen, Merritt. 1994. On the Origin of Languages: Studies in Linguistic Taxonomy. Stanford: Stanford University Press.
- Schleicher, August. 1861-1862. Compendium der vergleichenden Grammatik der indogermanischen Sprachen. Kurzer Abriss der indogermanischen Ursprache, des Altindischen, Altiranischen, Altgriechischen, Altitalischen, Altkeltischen, Altslawischen, Litauischen und Altdeutschen, 2 volumes. Weimar: H. Boehlau.
- Schleicher, August. 1874. A Compendium of the Comparative Grammar of the Indo-European, Sanskrit, Greek, and Latin Languages （页面存档备份，存于）, translated from the third German edition by Herbert Bendall. London: Trübner and Co.  (An abridgement of the German original.)

### 阅读更多
反对格林伯格
- Clifton, John. 2002. LINGUIST List 13.491: Review of Kessler 2001. （页面存档备份，存于）
- Hock, Hans Henrich and Brian D. Joseph. 1996. Language History, Language Change, and Language Relationship: An Introduction to Historical and Comparative Linguistics. Berlin: Mouton de Gruyter.
- Kessler, Brett. 2003. Review of Time Depth in Historical Linguistics. Diachronica 20, 373-377.
- Kessler, Brett and A. Lehtonen. 2006. "Multilateral comparison and significance testing of the Indo-Uralic question （页面存档备份，存于）." In Phylogenetic Methods and the Prehistory of Languages, edited by Peter Foster and Colin Renfrew. McDonald Institute for Archaeological Research. (Also: Unofficial prepublication draft (2004).)
- Matisoff, James. 1990. "On megalocomparison （页面存档备份，存于）." Language 66, 109-20.
- Poser, William J. and Lyle Campbell. 1992. "Indo-European Practice and Historical Methodology." （页面存档备份，存于） Proceedings of the Eighteenth Annual Meeting of the Berkeley Linguistics Society, 214-236.

支持格林伯格
- Greenberg, Joseph H. 1990. "The American Indian language controversy." Review of Archaeology 11, 5-14.
- Newman, Paul. 1995. On Being Right: Greenberg's African Linguistic Classification and the Methodological Principles Which Underlie It. Bloomington: Institute for the Study of Nigerian Languages and Cultures, African Studies Program, Indiana University.
- Ruhlen, Merritt. 1994. The Origin of Language: Tracing the Evolution of the Mother Tongue. New York: John Wiley and Sons.